# جوزيف أمواه (لاعب كرة قدم)
جوزيف أمواه (بالإنجليزية: Joseph Amoah) هو لاعب كرة قدم غاني في مركز الوسط، ولد في 26 يونيو 1994 في أكرا في غانا. لعب مع فيتوريا دي غيماريش.

## وصلات خارجية
- جوزيف أمواه (لاعب كرة قدم) على موقع قاعدة بيانات كرة القدم.إي يو (الإنجليزية)
- جوزيف أمواه (لاعب كرة قدم) على موقع Soccerway.com (الإنجليزية)
- جوزيف أمواه (لاعب كرة قدم) على موقع AS.com (الإسبانية)